# Jezioro Chełmżyńskie
Der Jezioro Chełmżyńskie (ehemals: Culmsee) ist ein See, der an die polnische Stadt Chełmża in der Woiwodschaft Kujawien-Pommern heranreicht. Mit seinen zwei nordwestlichen Ausläufern liegt er auf dem Stadtgebiet. Dieser See, der Culmsee, wurde 1251 zum Namensgeber der Stadt. 

Der See ist ca. 6 km lang und bis 0,5 km breit. Er ist bis zu 27 m tief und hat eine Fläche von ca. 2,7 km². 